# Атарбеков, Вадим Александрович
Вади́м (Оник) Алекса́ндрович Атарбе́ков (1897, Эривань — Москва) — советский организатор кинопроизводства, сотрудник ВЧК, партийный работник, управляющий Государственным трестом по производству национальных художественных кинокартин «Востокфильм» (1933—1935). 

## Биография
Родился в 1897 году в Эривани (по другим документам в 1902 году в Ростове) в многодетной армянской семье. Рано лишился отца. Окончил 4 класса гимназии, двухгодичное реальное училище в Сухуме.
После учёбы в гимназии поступил слесарем в мастерскую, затем работал слесарем на чугунолитейном заводе в Эривани. Участвовал в революционном движении. Из-за преследования местными властями вынужден был покинуть город, выехал к сестре в Сухум. С июня 1917 по декабрь 1918 года — на подпольной работе в Сухуме. Весной 1918 года участвовал в восстании против власти Закавказского комиссариата, одним из руководителей восстания был его старший брат Георгий Атарбеков. После раскрытия подполья на моторной лодке по Чёрному морю через Сочи бежал в Краснодар. Член РКП(б) с февраля 1919 года.
В 1919—1921 годах — уполномоченный ВЧК в Краснодаре. В 1921—1922 годах — начальник секретно-оперативной части аппарата Уполномоченного ВЧК на Северном Кавказе в Ростове. В начале 1923 года — член Верховного революционного трибунала ССР Абхазия в Сухуме.
С 1924 по декабрь 1925 года — заведующий коммерческо-операционным отделом Государственной конторы по заготовке и продаже метрических мер и весов (Госметр) в Москве. Затем работал начальником коммерческого управления АО «Тепло и Сила». В 1926—1928 годах — управляющий делами Торгово-промышленного банка СССР. С 1924 по 1928 год учился на экономическом факультете Московского института народного хозяйства имени Г. В. Плеханова.
В 1928—1930 годах — начальник Управления делами Наркомзема РСФСР. Одновременно преподавал в Московской горной академии.
В 1931—1932 годах — заведующий социально-экономическим циклом и кафедрой политэкономии Московского авиационного института (МАИ), с октября 1931 года — аспирант Института красной профессуры мирового хозяйства и мировой политики. В 1932—1933 годах — заведующий сектором культмассовой работы отдела культуры и пропаганды Московского городского комитета ВКП(б).
В марте 1933 года назначен управляющим Государственным трестом по производству национальных художественных кинокартин «Востокфильм» при Совнаркоме РСФСР. Привлёк к работе в «Востокфильме» С. И. Юткевича, М. С. Донского, Е. В. Червякова, З. З. Сабитова, М. Э. Шурукова и других. В период его руководства трестом была восстановлена и оборудована Ялтинская киностудия. В июне 1933 года принял участие в совещании руководящих работников киноорганизаций, писателей и ведущих кинорежиссёров страны по выработке форм творческого сотрудничества писателей и кинорежиссёров.
В июне 1935 года решением Комиссии партийного контроля при ЦК ВКП(б) снят с работы и исключён из партии «за разбазаривание и расхищение государственных средств, очковтирательство и обман государственных органов», дело было передано в прокуратуру. 27 октября 1936 года осуждён Верховным судом РСФСР по статьям 109 и 128 УК РСФСР к 4 годам лишения свободы. Процесс освещался в центральной печати, народным заседателем на суде был В. В. Вишневский. В 1938 году актирован из мест заключения, позже амнистирован со снятием судимости.
В 1943—1944 годах — уполномоченный Главного управления рабочего снабжения Наркомата минометного вооружения СССР. В 1945—1948 годах — товаровед, экономист, заведующий отделом Народного комиссариата заготовок СССР. В начале 1953 года обратился с письмом к Л. П. Берии с просьбой оказать помощь в трудоустройстве. В 1953—1956 годах — начальник планово-экономического отдела конторы «Росметаллопроект» в Москве.
Ходатайствовал о восстановлении в партии. В 1954 году ходатайство Атарбекова поддержали С. И. Юткевич, Е. А. Иванов-Барков и Д. Н. Бассалыго, указав в своих заявлениях, что он пострадал вследствие интриг и межведомственных распрей. В 1956 году Комитет Партийного контроля (КПК) при ЦК КПСС отказал в восстановлении в партии, в 1961 году Бюро Московского городского комитета КПСС отклонило его апелляцию к ХХII Съезду КПСС. Прокуратура СССР в 1957 году не нашла оснований к изменению приговора 1936 года, а в 1962 году КПК вновь отказал  в восстановлении в партии.
С 1960 года на пенсии. Умер в Москве не ранее января 1973 года.

### Семья
- брат —  Георгий Александрович Атарбеков (1892—1925), советский государственный деятель, один из руководителей органов государственной безопасности.

## Комментарии
1. ↑  В документах РГАСПИ: Ф. 17. Оп. 9. Д. 1608. Л. 114 указан год рождения 1897; в документах ГАРФ: Ф. Р5145. Оп. 2. Д. 450. Л. 17 — год рождения 1902, место рождения — Ростов; в документах  ГАРФ: Ф. А539. Оп. 6. Д. 133. Л. 22 — год рождения 1902, место рождения — Эривань[1].
2. ↑   В августе 1935 года Политбюро ЦК ВКП(б) приняло решение ликвидировать трест «Востокфильм», не входивший в состав ГУКФ[13]. По оценке российского историка кино В. И. Фомина, причиной закрытия треста являлось стремление начальника ГУКФ Б. З. Шумяцкого к централизации управления киноотраслью в стране[14].